# イリヤ・ポノマリョフ
イリヤ・ウラジミロヴィッチ・ポノマリョフ（露: Илья́ Влади́мирович Пономарёв、1975年8月6日 - ）はロシアの政治家、実業家。ロシア連邦議会のドゥーマ（下院）の元議員。

## 概要
モスクワ生まれ。母のラリサ・ポノマリョフは2013年までロシア連邦議会上院議員で、叔父にはソビエト連邦共産党の外交長官ボリス・ポノマリョフがいた。
ポノマリョフは、1989年14歳でソ連科学アカデミー原子力安全研究所（IBRAE）のプログラマー、マネージャーになる。16歳でハイテクベンチャー企業2社の立ち上げに参加して成功した。のちモスクワ大学理学部を卒業し、ロシア国立社会大学で行政学の修士号を取得した。
1995年からシュルンベルジェ、BP、ルクオイル、ユコス、ベネズエラ国営石油会社などのコンピュータネットワークを手掛け、ロシアの電子政府化にも関わる。2001年にはロシア最大のIT企業IBSグループの副社長となる。
政治活動
2002年にロシア連邦共産党に入党、左翼戦線の創設者、指導者となる。2004年からロシア連邦国家評議会の経済特区設置に向けた作業部会の議長を務め、その具申により2005年7月の経済特区に関する連邦法が起草されることになる。
2006年までユーリ・ルシコフが始めた起業支援プロジェクトに参加。また、ロシア情報技術・通信省にハイテク製造業の団地開発事業を任せられ、モスクワ、サンクトペテルブルク、ノヴォシビルスク、カザン、オブニンスク、ニジニ・ノヴゴロド、ケメロヴォ、サランスクで建設の監督を行う。
2007年に共産党指導部を政府に取り込まれたと批判してセルゲイ・ミロノフの公正ロシアに参加、ノヴォシビルスクから下院議員として選出される。2008年から下院でドミートリー・メドヴェージェフ大統領が委員長を務める減税、経済特区、社会的責任投資、イノベーションなどに関する小委員会の議長を歴任する。2010年からはメドベージェフが名誉総裁を務めるスコルコボ財団の責任者となり、スコルコヴォ・イノベーション・センター（露: Инновацио́нный центр «Ско́лково»）で国際事業やアウトソーシング事業を統括・開発している。
2012年、ロシア版金盾 とされているインターネット規制法案をエレーナ・ミズリナとともに主導する。
2014年3月、ロシアによるクリミア・セヴァストポリの編入でポノマリョフは下院で唯一反対票を投じ、同年9月にはアメリカ合衆国に事実上亡命する。
アメリカ滞在中、ポノマリョフは西側諸国に対しウクライナへの政治制度改革への関与と経済支援・軍事支援を訴えた。アメリカはウクライナに武器を直接供給できないと考え、東ヨーロッパ諸国が対応することを示唆した。
2016年6月、ロシアの調査委員会はポノマリョフに対する刑事捜査を開始、所属する公正ロシアも同月8日に議員の権限を剥奪する手続きを開始。ロシアの裁判所はスコルコヴォでの横領容疑で逮捕を決定し、下院はポノマリョフの訴追免除特権を剥奪した。2014年8月以来、ポノマリョフはアメリカに在住していることから、当局はポノマリョフの銀行口座を凍結し、ロシアへの帰国を許可しないことを発表した。ポノマリョフは本社をニューヨークに置く石油会社Trident Acquisitionsを設立し、ウクライナに向かった。一時滞在許可を取得し、投資家としてキーウに在住するようになった。
2017年3月23日、キーウで元ロシア下院議員のデニス・ボロネンコフが射殺された後、ポノマレフはウクライナ保安庁（SBU）の保護を受けた。ボロネンコフはポノマレフに会いに行く途中であったという。
2019年、アメリカ合衆国滞在中にロシア再入国を禁止され、5月17日、Facebookでウクライナの市民権を得たことを報告した。

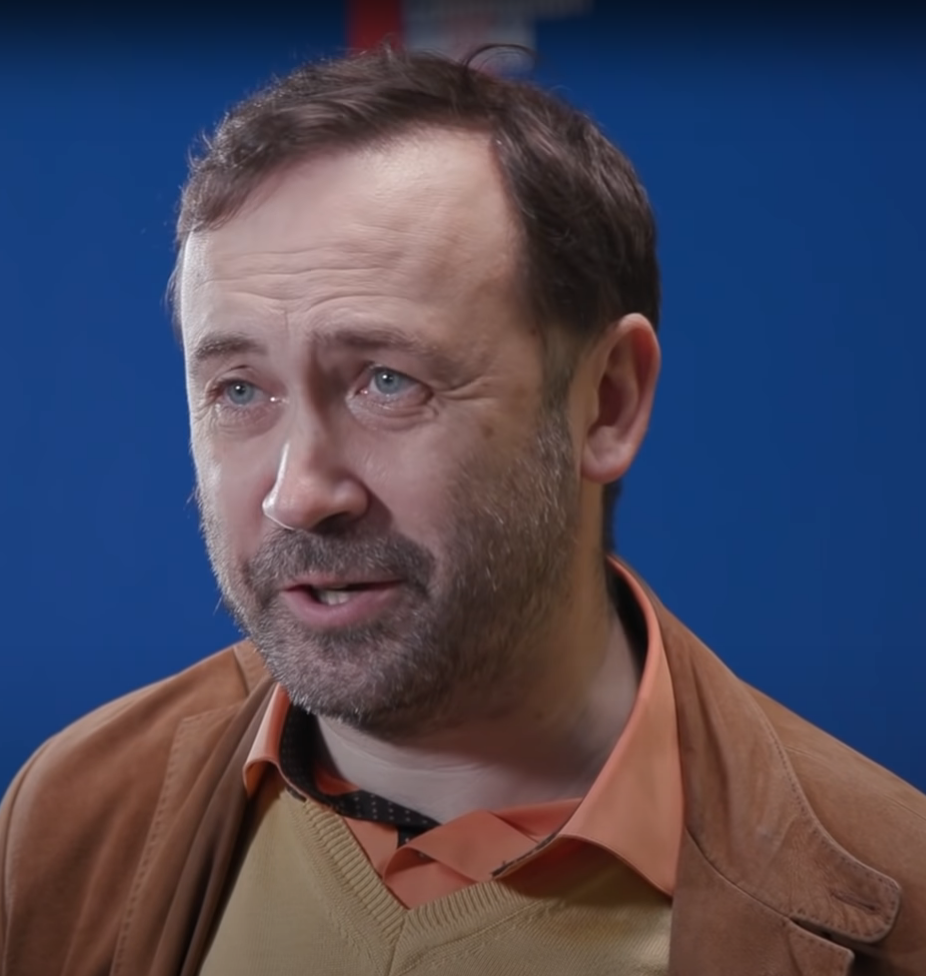
2021年のポノマレフ

2022年ロシアによるウクライナ侵攻を受けて、同年3月2日にFacebookで「戦争を引き起こしたプーチン大統領を生死を問わず国際司法に引き渡した者」に100万ドルの報奨金を約束。同年4月には、ニュースサイトのウートレ・フェブライヤ（露: Утро Февраля, 2月の朝）を立ち上げた。特に、ロシア国内でアレクセイ・ナワリヌイを支持するリベラルな若者たち、左派に偏った労働者階級に向けているという。後者はロシア軍の入隊事務所への攻撃に関与している可能性があると説明した。
同年8月20日、ロシアの政治思想家でプーチン大統領に近いとされているアレクサンドル・ドゥーギンの娘のダリア・ドゥギナが自動車に仕掛けられた爆弾の爆発で死亡した。ポノマリョフは、ロシア国内で活動し、プーチン政権打倒を目標としている地下組織「国民共和国軍（NRA）」がこの事件を起こしたと主張。
ウクライナでのジェノサイドを支援した父親の広報担当者であり、ウクライナ侵攻を支持する発言を行ってきたジャーナリストであったドゥーギンの娘は民間人とは見做されなかったという。ロシア国内のパルチザンは政府関係者・ロシアの治安機関のメンバーなどクレムリンに関連する地名度の高い標的に対し、さらに同様の攻撃を行う準備が出来ていると述べている。
2023年6月、ポノマリョフは、反露武装組織「自由ロシア軍団」の幹部として、日本の朝日新聞に対しオンライン取材に応じた。また、同年5月にはベルゴロド州とクルスク州に侵攻（詳細は2023年ベルゴロド州への攻撃を参照）し、破壊活動を行った。

## 私生活
ポノマリョフは2度離婚しており、息子と娘が一人ずついる。2013年までロシア連邦議会上院議員だった母のラリサ・ポノマリョフは、ロシアにとって有害なアメリカ人を制裁するための反マグニツキー法の法案に単独で反対票を投じ、議員を辞職せざるを得なくなった。叔父はソビエト連邦共産党の外交長官ボリス・ポノマリョフ。